# Chrotopterus auritus
Chrotopterus auritus is een vleermuissoort afkomstig uit Midden- en Zuid-Amerika, waar de soort gevonden wordt van het zuiden van Mexico tot het noorden van Argentinië, Paraguay en het zuiden van Brazilië. Het is de monotypische soort uit het geslacht Chrotopterus.
Chrotopterus auritus leeft in warme subtropische bossen, heeft meestal een rustplaats in grotten en holle boomstammen waar ze soms ook hun prooi heenbrengen om te eten. Het is een grote vleermuis. Ze voeden zich met vruchten, kevers, motten, hagedissen, kleine zoogdieren (waaronder opossums en knaagdieren), vogels (waaronder weidevogels) en andere vleermuissoorten. Ze kunnen prooien vangen tot een gewicht van 70 gram, maar voeden zich meestal met kleinere gewervelde dieren van 10 tot 35 gram.
De draagtijd bedraagt bij Chrotopterus auritus meer dan 100 dagen waarna een enkel jong wordt geboren. Kolonies variëren in grootte tussen één en zeven exemplaren, meestal bestaande uit een volwassen paartje en hun jongen.